# Balthasar Fabricius
Balthasar Fabricius (auch: Phacchius, Vach; Phachus; Phacchus, Fabritius; * um 1478 in Vacha; † 4. Juli 1541 in Wittenberg) war ein deutscher Humanist, lateinischer Grammatiker und Rhetoriker.

## Leben
Wo Fabricius vorher seine Studien begonnen hatte, ist nicht bekannt. Er immatrikulierte sich im Gründungsjahr an der Universität Wittenberg und erwarb hier im Februar 1503 den akademischen Grad eines Magisters. Daraufhin übernahm er im selben Jahr die Professur für lateinische Dichtkunst und der Rhetorik an der Universität.
Philologisch umfassend gebildet, förderte er zusammen mit Nikolaus Marschalk und Hermann Trebelius die Einführung der griechischen Sprache in Wittenberg. Seine Vorlesungen über Vergils Aeneis und Valerius Maximus bildeten damals den theoretischen Rückhalt des humanistischen Bildungsbegriffs an der Akademie. In diesem Sinne wirkte er auch nach deren Weggang weiter. Fabricius und seine Freunde, vor allem Trebelius, bildeten unter den Wittenberger Humanisten die Partei der „Grammatici“.
Er war ein stiller Gelehrter, der nicht den Ehrentitel eines Poeten in Anspruch nahm, sondern nur ein „Grammaticus“ sein wollte. Ihm war die Grammatik die Basis aller gelehrten Bildung. Diese Konzentration auf sprachliche Probleme dürfte es ihm erlaubt haben, auch an der später von Martin Luther geprägten Universität weiter zu arbeiten. Der vagierende Reichsritter und Humanist Ulrich von Hutten nahm während seines Winteraufenthaltes 1510/11 bei dem ihm befreundeten Fabricius Quartier. Hutten, der sich noch im Studium befand, empfing im Umgang mit Wittenbergern wie Fabricius oder Kilian Reuter auch poetisch Anregendes.
Von den damals in Wittenberg Humaniora Lehrenden verkörpert Fabricius wie kein anderer den Typus des für das ganze Leben auf die bonae artes spezialisierten besoldeten Hochschullehrers. Der Professor für lateinische Poesie lieferte zugleich ein Beispiel für eine wesentlich friedliche, an den damaligen deutschen Universitäten gar nicht so häufige Koexistenz und fruchtbare Kooperation zwischen Humanisten und Scholastikern im frühen 16. Jahrhundert. Unter seinem Rektorat im Wintersemester 1517 wurde begonnen die „respublica literia“ zu vergrößern und zu erneuern.

## Schriften
- Opusculum physiologum et medicum […]. Cui accessit […] tractatiuncula de literatorum tuenda et restituenda valetudine. Amsterdam 1629.